# FC Sheriff Tiraspol
FC Sheriff Tiraspol, poznan tudi kot Sheriff je moldavski nogometni klub iz mesta Tiraspol. Klub sta leta 1997 ustanovila nekdanji policist in sedanji klubski predsednik Victor Gușan ter uslužbenec tovarne Sheriff. Klub igra v 1. moldavski nogometni ligi.
Sheriff je najbolj poznan moldavski klub. Štirinajstkrat je bil državni prvak, osvojil pa je tudi 7 moldavskih pokalov in 5 moldavskih superpokalov. Na evropski ravni je dvakrat osvojil naslov prvaka Skupnosti neodvisnih držav, v katerem nastopajo države nekdanje Sovjetske zveze. V bojih za Ligo prvakov je v letih 2009 in 2010 uspel priti do zadnjega kroga kvalifikacij, leta 2021 pa mu je uspelo priti v skupinski del, kjer je v skupini z Interjem, Šahtarjem in Realom prikazal odlično pripravljenost, saj je v prvih dveh krogih vknjižil zmago nad Šahtarjem in Realom.
Sheriffov domači stadion je od leta 2002 Sheriff Stadium, ki sprejme 14.300 gledalcev. Na njem včasih igra tudi moldavska državna reprezentanca.
Barvi dresov sta črna in rumena.

## Rivalstvo in navijači
Sheriff ima veliko število navijačev iz Pridnjestrovja in ima prijateljske odnose z vsemi klubi iz te pokrajine. Največji tekmec izmed njih je Tiraspol. S klubi izven Pridnjestrovja, pa ima Sheriff rivalske odnose. Na tekmah z omenjenimi klubi, navijači Sheriffa običajno  razprostrejo transparente, ki pozivajo k neodvisnosti Pridnjestrovja od Moldove.

## Zanimivosti
Sheriff je bil prvi moldavski nogometni klub, kateri je začel sprejemati nogometaše iz Brazilije in Afrike.
Sheriffov stadion vključuje tudi zaprto dvorano za zimske tekme, šolo za mlade nogometaše in rezidence za nogometaše. V gradnji pa je tudi hotel s petimi zvezdicami. S to svojo kompleksnostjo je navdušil marsikaterega predstavnika mednarodne nogometne zveze.